# Якушко Анатолій Павлович
Анато́лій Па́влович Яку́шко (25 червня 1987 — 10 листопада 2015) — солдат Збройних сил України, учасник російсько-української війни.

## Життєпис
Народився 1987 року у місті Хмельницький.
В часі війни призваний за мобілізацією як доброволець; солдат 80-ї окремої десантно-штурмової бригади, стрілець-зенітник.
10 листопада 2015 року трагічно загинув під час несення служби поблизу села Штормове Новоайдарського району Луганської області: під час заняття з тактичної підготовки командир відділення показував вправу для виконання та випадково приєднав до автомата заряджений магазин. Анатолій перебував на лінії вогню, без бронежилета.
Похований в місті Хмельницький, на Алеї Слави кладовища Ракове.
Без Анатолія лишилися мама, дружина, маленький син.

## Нагороди та вшанування
- нагороджений Почесною відзнакою міської громади «Мужність і відвага» жителів міста Хмельницького (рішення 5-ї сесії Хмельницької міської ради, 16 березня 2016, посмертно)
- Почесний громадянин міста Хмельницького (рішенням Хмельницької міської ради, посмертно).
- 23 травня 2017 року у Хмельницькому відкрито меморіальні дошки — Анатолію Якушку (на фасаді НВК № 2) та Володимиру Величку.